# Jean-Louis Beffa
Pour les articles homonymes, voir Beffa.

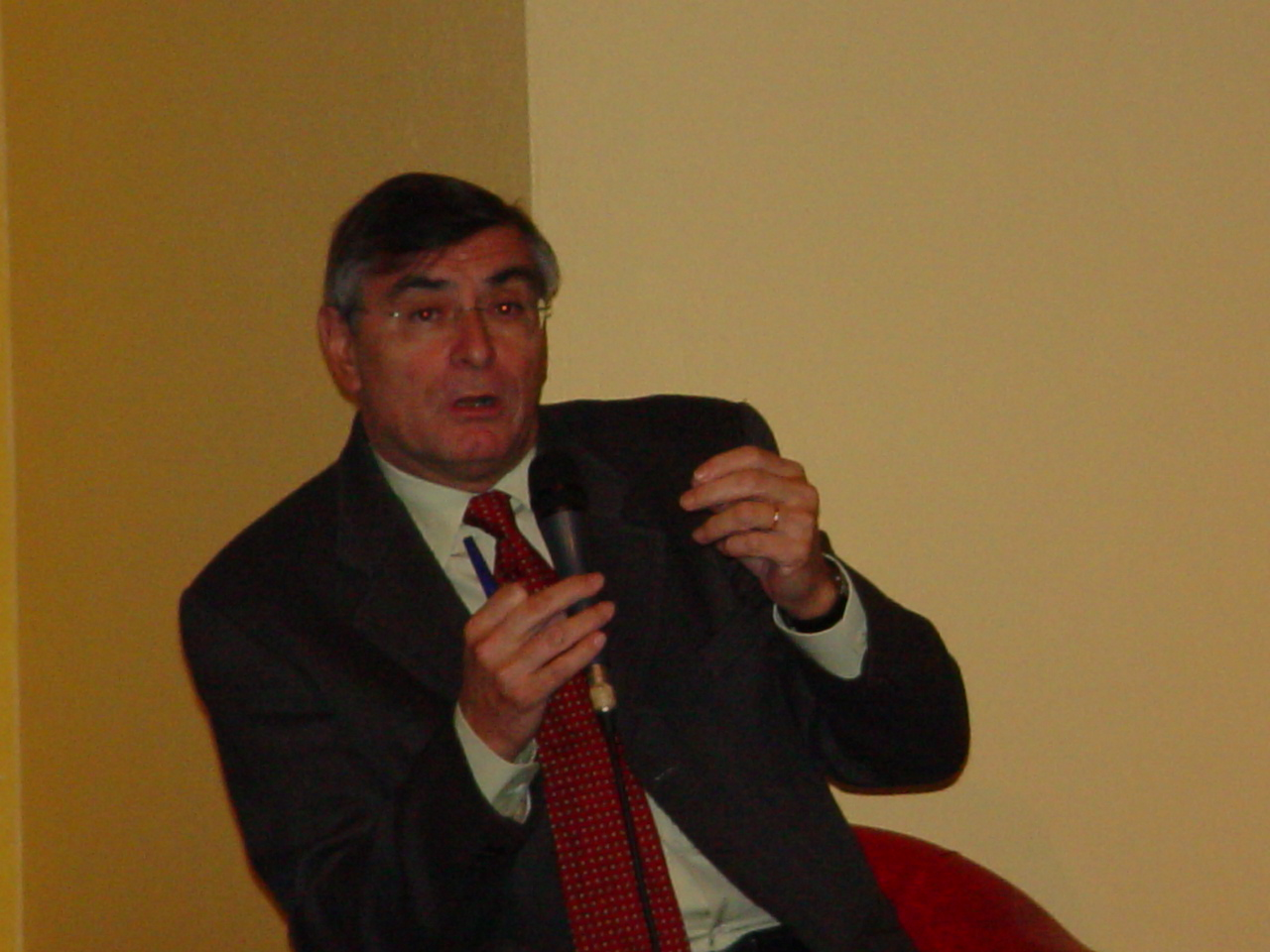
Jean-Louis Beffa en 2003.

Jean-Louis Beffa est un homme d’affaires français, né le 11 août 1941 à Nice. Il est le président-directeur général de la compagnie de Saint-Gobain de 1986 à 2007 puis le président de la même société jusqu'en 2010.
Il est ensuite président d'honneur de Saint-Gobain, administrateur et président du comité des nominations et des rémunérations de ENGIE, conseiller principal de Lazard, coprésident de la Fondation Cournot et président de l'association amicale des ingénieurs du Corps des mines.

## Biographie

### Jeunesse et études
Jean-Louis Beffa est le fils d’Edmond Beffa, ingénieur, et de son épouse Marguerite Feursinger, professeur.
Après des études en classes préparatoires au lycée Masséna, il réussit le concours de l'École polytechnique (X1960). Il devient ingénieur du corps des Mines en 1963. 
Il a également étudié à l’École nationale supérieure du pétrole et des moteurs, et est titulaire du diplôme de l'Institut d'études politiques de Paris (promotion 1966, section Économie-Finance).

### Carrière
Jean-Louis Beffa commence sa carrière d'ingénieur des mines à Clermont-Ferrand en 1967. De 1967 à 1974, il est ingénieur au sein de la direction des carburants du ministère de l'Industrie. Il devient chef du service « raffinage-utilisation » puis directeur-adjoint.
En 1974, Jean-Louis Beffa entre à Saint-Gobain comme directeur du plan. Il devient directeur général, puis président-directeur général de Pont-à-Mousson, tout en étant simultanément directeur de la branche « canalisations et mécanique » de Saint-Gobain, ce de 1979 à 1982.
Durant cette période, il est pris à partie dans le cadre des controverses sur l'amiante par les opposants à l'emploi de ce matériau.
En mars 1982, il devient directeur général de Saint-Gobain puis, en janvier 1986 succédant à Roger Fauroux lors de la privatisation de l'entreprise, son président-directeur général. Il est nommé par François Mitterrand, confirmé par Jacques Chirac alors Premier Ministre, retenu pour conduire la première privatisation en 1986.
Il reste à ce poste jusqu'en juin 2007. Après avoir été l'un des plus jeunes dirigeants de sociétés du CAC 40, il en est devenu l'un des plus âgés. En 2007, Jean-Louis Beffa est le 4e patron français le mieux payé avec un salaire qui s'élevait à 10,2 millions d'euros par an, soit 850 000 euros par mois.
Au cours de sa carrière, Jean-Louis Beffa est coopté puis élu dans de nombreux conseils d'administration ou de surveillance tels que ceux de BNP Paribas, Gaz de France, Siemens AG, Le Monde S.A., Engie ou encore du groupe Bruxelles Lambert. Le 5 octobre 2017, il est élu président du conseil de surveillance du journal Le Monde.

## Autres activités ou missions
Jean-Louis Beffa est membre de la fondation Saint-Simon jusqu'à sa dissolution en 1999. Il est nommé administrateur de l'École polytechnique de 1996 à 2001, puis de nouveau depuis 2013. En 2002, il fonde avec le Prix Nobel américain Robert Solow le centre Saint-Gobain pour la recherche en économie qui devient le centre Cournot. Sous l'égide de la Fondation de France, en 2010 ils créent ensemble la fondation Cournot, qu'ils coprésident ensuite.
Il a aussi été membre du club « Le Siècle », de la « Table ronde des industriels européens », du Conseil supérieur de la langue française (CSLF) (de 1989 à 1999) et président de l'Institut d'histoire de l'industrie (Idhi) (de 1992 à 1998).
En 2004, le président Jacques Chirac lui confie une mission sur la relance de la politique industrielle en France. Cette mission aboutit en janvier 2005 à un rapport, Pour une nouvelle politique industrielle, qui traduit l'importance de l'État dans la politique industrielle, et vise à créer une agence intervenant sur de grands projets industriels de « recherche et développement » et d'innovation : l'Agence de l'innovation industrielle (A2I). En septembre 2005, il est nommé à la tête du conseil de surveillance de cette agence.
En 2012, dans son ouvrage La France doit choisir, il plaide pour une stratégie industrielle cohérente menée par l'État. Il souhaite ainsi résorber le déficit commercial structurel de la France. Pour cela, il recommande de revenir sur les orientations libérales des deux dernières décennies qui favorisent la désindustrialisation.
En avril 2015, il publie aux Éditions du Seuil Les Clés de la puissance, un essai de géopolitique postulant que, dans un monde dominé par le duo américano-chinois, les quatre principaux facteurs de puissance sont l'industrie exportatrice, les nouvelles technologies, l'énergie et les capacités militaires.

## Influence politique éventuelle
Depuis 2011, Jean-Louis Beffa a été le maître d’œuvre de plusieurs rencontres entre François Hollande et des capitaines d’industrie, notamment en mars 2012 avec les Allemands Peter Löscher (en) (Siemens) et Johannes Teyssen (E.ON). Une autre rencontre dont il était à l'initiative réunissait, entre autres, autour du président de la République ces deux mêmes responsables allemands ainsi que Gérard Mestrallet (GDF SUEZ) et Thierry Breton (Atos Origin).
Membre du club « Le Siècle », Jean-Louis Beffa aurait également été un des « visiteurs du soir » d'Arnaud Montebourg lorsqu'il était ministre du Redressement productif.

## Mandats
- Membre du conseil d'administration de GDF SUEZ[20] puis ENGIE de 2008 à 2015.
- Membre du conseil d'administration du groupe Bruxelles Lambert[21] de 2001 à 2013.
- Membre depuis 1994[22] et président, depuis le 5 octobre 2017, du conseil de surveillance du groupe le Monde.
- Membre du conseil de surveillance de Siemens AG[23] de 2008 à 2013.
- Vice-président du conseil de surveillance du Fonds de réserve pour les retraites[24].
- Membre de la commission de surveillance de la Caisse des dépôts et consignations entre 2014 et 2019.

## Vie privée
Jean-Louis Beffa s'est marié le 28 janvier 1967 à Marie-Madeleine Brunel-Grasset. Il est père de trois enfants.
Il est un amateur de gastronomie — membre du club des Cent — et d'opéra et de ballet — président de l’association pour le rayonnement de l'Opéra national de Paris.
Il est l'oncle du compositeur Karol Beffa.

## Livres
Basé sur le catalogue de la BNF. N'inclus pas les préfaces ou ouvrages collectifs.
- Pour une nouvelle politique industrielle : Rapport au président de la République, La Documentation française, 2005 ;
- La France doit choisir, Seuil, 2012 ;
- La France doit agir, Seuil, 2013 ;
- Les Clés de la puissance, Seuil, 2015 ;
- Se transformer ou mourir : les grands groupes face aux start-up, Seuil, 2017 ;
  - Nouvelle éd. mise à jour : La révolution numérique et les entreprises : se transformer ou mourir, Points, 2018.

## Distinctions ou décorations

### Décorations françaises
- Grand officier de la Légion d'honneur (2007) ; commandeur en 2002.
- Grand-croix de l'ordre national du Mérite (2016)
- Commandeur de l'ordre des Arts et des Lettres (2005)[27]

### Décorations étrangères
- Ordre de l'Empire britannique à titre civil
- Grand officier de l'ordre du Mérite
- Commandeur de l'ordre de l'Aigle aztèque
- Commandeur de l'ordre royal de l'Étoile polaire
- Commandeur de l'ordre du Rio Branco
- Grand Officier de l'ordre du Soleil levant

### Distinctions
- « Manager de l'année » en 1989.